# Vicepresidente de Filipinas
El vicepresidente de Filipinas (Pangalawang Pangulo ng Pilipinas o informalmente Bise Presidente ng Pilipinas en filipino) es el segundo cargo más importante en la República de Filipinas, con función principal de reemplazar en caso de ausencia temporal o, en algunos casos como la incapacidad permanente o renuncia, permanente del presidente del país. En la historia oficial de Filipinas, hay 15 vicepresidentes desde la institución del cargo en 1935 con la vicepresidencia de Sergio Osmeña durante el tiempo de la Mancomunidad Filipina.
El actual cargo de vicepresidente fue reconstituido en 1987 con la entrada en vigor del actual constitución de Filipinas después de unos años en el que aquél cargo fue abolido bajo la presidencia de Ferdinand Marcos. Al contrario que el presidente, el vicepresidente pueda ser elegido por dos mandatos en vez de uno.
La actual ocupante del cargo, Sara Duterte, fue inaugurado el 19 de junio de 2022, aunque asumó formalmente su cargo el 30 de junio conforme a la Constitución.